# When I Grow Up
When I Grow Up – pierwszy singel The Pussycat Dolls z ich drugiego albumu studyjnego Doll Domination. Piosenkę napisali Rodney Jerkins, Theron Thomas, Timothy Thomas, Jim McCarty i Paul Samwell-Smith. Dziewczyny zaprezentowały ją na koncercie Jimmy'ego Kimmel'a.

## Teledysk
Reżyserem teledysku do piosenki „When I Grow Up” jest Joseph Kahn. Gościnnie w teledysku wystąpiła Britney Spears, lecz jej rola została wycięta przez producentów.
Wideo rozpoczyna się sceną, w której dziewczyny siedzą w samochodzie stojąc w korku. Gdy rozpoczyna się pierwsza zwrotka Nicole zdejmuje okulary i pokazuje pierścień, na którym znajduje się słowo "famous". Następnie wyskakują z samochodu i przechodząc obok innych aut wychodzą na ich dachy po czym zaczynają na nich tańczyć. Potem schodzą w dół ulicą ukazując gwiazdy na chodniku (międzyczasie znikąd wydobywają się bańki mydlane). Podczas kolejnego refrenu dziewczyny wspinają się na rusztowanie i zaczynają na nim tańczyć. Gdy Nicole zaczyna swoją solową partię stoi w małym obszarze a za nią znajduje się napis "Pussycat Dolls" po lewej stronie a po prawej lustro a między tym migają światła. W końcowej scenie widać całą grupę tańczącą układ choreograficzny (za nimi znajduje się napis When I Grow Up na budynku oraz stojący samochód). 
 Na początku teledysku ukazuje się logo zespołu natomiast na samym jego końcu to samo logo lecz z napisem When I Grow Up.

## Lista utworów
- US Promo CD

1. "When I Grow Up" (Main) - 4:00
2. "When I Grow Up" (Instrumental) - 3:58

- Promo CD

1. "When I Grow Up" (Radio edit) - 4:00
2. "When I Grow Up" (Ralphi Rosario radio) - 3:53
3. "When I Grow Up" (Ralphi Rosario full vox) - 9:25

- Australian CD Single

1. "When I Grow Up" (Main) - 4:00
2. "When I Grow Up" (Dave Audé Audacious Radio)

## Listy przebojów
| Lista przebojów (2008)            | Pozycja |
| --------------------------------- | ------- |
| Australia ARIA Singles Chart      | 2       |
| Austria Singles Chart             | 7       |
| Belgia Singles Chart              | 3       |
| Billboard Hot 100                 | 9       |
| Billboard Pop 100                 | 6       |
| Billboard Hot Digital Songs       | 5       |
| Bułgaria National Top 40          | 4       |
| Canadian Hot 100                  | 3       |
| Dania Singles Chart               | 6       |
| Finlandia Singles Chart           | 9       |
| Francja Singles Chart             | 2       |
| Holandia Singles Chart            | 25      |
| Irlandia Singles Chart            | 2       |
| Niemcy Singles Chart              | 7       |
| Norwegia Singles Chart            | 13      |
| Nowa Zelandia RIANZ Singles Chart | 5       |
| Portugalia Singles Chart          | 29      |
| Szwajcaria Singles Chart          | 10      |
| Szwecja Singles Chart             | 18      |
| Turcja Top 20 Chart               | 2       |
| United World Chart                | 6       |
| Wielka Brytania Singles Chart     | 3       |

## PopLista RMF FM
| Pozycja | 19 | 12 | 18 | 6 | 15 | 18 | 15 |

## Certyfikaty
| Kraj              | Certifikat | Sprzedaż   |
| ----------------- | ---------- | ---------- |
| Stany Zjednoczone | Platyna    | 2,000,000+ |
| Australia         | Platyna    | 70,000+    |
| Nowa Zelandia     | Złoto      | 7,500+     |